# Jezioro
Jezioro je jezero ležící severovýchodně od skupiny Toporowych Stawů v dolní části Doliny Suchej Wody Gąsienicowej v Západních Tatrách v Polsku. Má rozlohu 0,0590 ha a je 28 m dlouhé a 23 m široké. Leží v nadmořské výšce 995 m. Jedná se o nejníže položené pleso na polské straně Vysokých Tater, které se nachází severně od Drogy Oswalda Balzera, ale stále ještě na území polské části Tatranského národního parku. Na slovenské straně se v nižší nadmořské výšce nachází Pleso pod Zverovkou.

## Okolí
Nachází se uprostřed lesa ve vzdálenosti 110 m severně od Drogy Oswalda Balzera a 250 m jižně od Polany pod Jeziorem, která je součástí vesnice Murzasichle.

## Vodní režim
Pleso nemá povrchový přítok ani odtok. Ve vzdálenosti 100 m severozápadně od jezera pramení Sichlański Potok. Náleží k povodí Dunajce. 

## Přístup
Pleso je přístupné po neznačené lesní cestě od
- osady Polana pod Jeziorem,
- Drogy Oswalda Balzera.[2]